# Sphecodes mandibularis
Sphecodes mandibularis är en biart som beskrevs av Cresson 1872. Sphecodes mandibularis ingår i släktet blodbin, och familjen vägbin. Inga underarter finns listade i Catalogue of Life.